# Chamm
Chamm är en bergstopp i Schweiz. Den ligger i distriktet Goms och kantonen Valais, i den centrala delen av landet. Toppen på Chamm är 3 866 meter över havet.
Terrängen runt Chamm är huvudsakligen bergig. Den högsta punkten i närheten är Fischer Gabelhorn, 3 876 meter över havet, öster om Chamm.
Trakten runt Chamm består i huvudsak av kala bergstoppar och isformationer.